# Třída Belknap
Třída Belknap byla třída raketových křižníků Námořnictva Spojených států amerických. Tvořilo ji devět jednotek, postavených v letech 1962-1967. Americké námořnictvo je provozovalo mezi lety 1964-1995. Jako poslední byl v únoru 1995 vyřazen USS Belknap. Původně byly klasifikovány jako fregaty/vůdčí lodě torpédoborců (DLG - Destroyer Leader Guided) a teprve roku 1975 se jejich označení změnilo na raketové křižníky (CG - Cruiser Guided). Z třídy Belknap byl odvozen raketový křižník USS Truxtun (CGN-35) s jaderným pohonem.
Hlavním úkolem třídy Belknap byl doprovod úderných svazů letadlových lodí a jejich ochrana proti vzdušným, hladinovým cílům a ponorkám. Dále mohly sloužit jako velitelská plavidla či podporovat výsadkové operace.

## Stavba
Celkem bylo postaveno devět jednotek této třídy. Do jejich stavby se zapojily loděnice Bath Iron Works v Bathu, Puget Sound Naval Shipyard v Bremertonu, San Francisco Naval Shipyard v San Francisku a Todd Shipyards v San Pedru. Do služby byly přijaty v letech 1964–1967.
Jednotky třídy Belknap:
| Jméno                           | Loděnice                     | Zahájení stavby   | Spuštěna na vodu   | Vstup do služby   | Status       |
| ------------------------------- | ---------------------------- | ----------------- | ------------------ | ----------------- | ------------ |
| USS Belknap (CG-26)             | Bath Iron Works              | 5. února 1962     | 20. července 1963  | 7. listopadu 1964 | vyřazen 1995 |
| USS Josephus Daniels (CG-27)    | Bath Iron Works              | 23. dubna 1962    | 2. prosince 1963   | 8. května 1965    | vyřazen 1994 |
| USS Wainwright (CG-28)          | Bath Iron Works              | 2. července 1962  | 25. dubna 1964     | 8. ledna 1966     | vyřazen 1993 |
| USS Jouett (CG-29)              | Puget Sound Naval Shipyard   | 25. září 1962     | 30. června 1964    | 3. prosince 1966  | vyřazen 1994 |
| USS Horne (CG-30)               | San Francisco Naval Shipyard | 12. prosince 1962 | 30. října 1964     | 15. dubna 1967    | vyřazen 1995 |
| USS Sterett (CG-31)             | Puget Sound Naval Shipyard   | 25. září 1962     | 30. června 1964    | 8. dubna 1967     | vyřazen 1994 |
| USS William H. Standley (CG-32) | Bath Iron Works              | 29. července 1963 | 19. prosince 1964  | 9. července 1966  | vyřazen 1994 |
| USS Fox (CG-33)                 | Todd Shipyards               | 15. ledna 1963    | 21. listopadu 1964 | 28. května 1966   | vyřazen 1994 |
| USS Biddle (CG-34)              | Bath Iron Works              | 9. prosince 1963  | 2. července 1965   | 21. ledna 1967    | vyřazen 1993 |

## Konstrukce

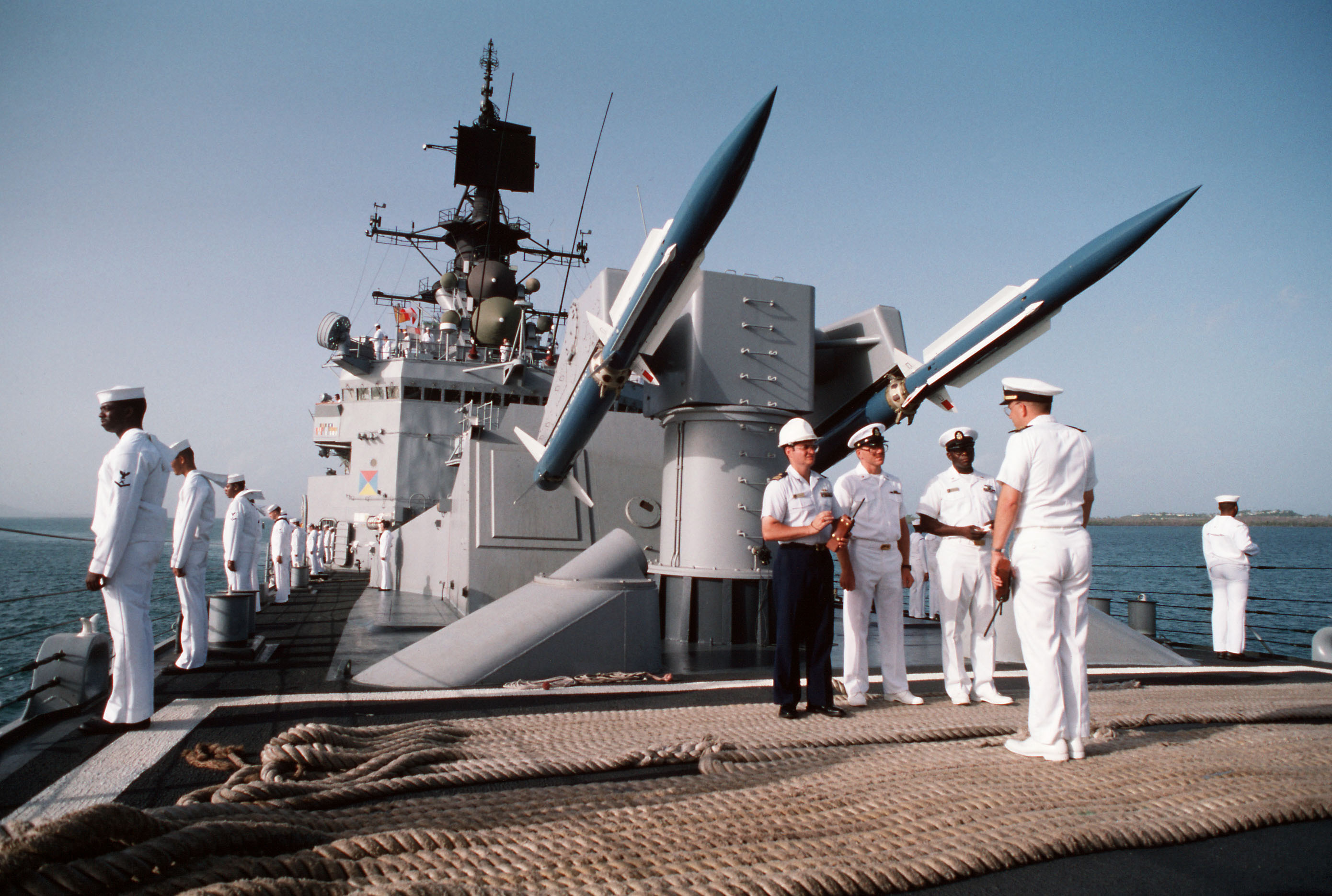
Řízené střely Standard SM-2ER raketového křižníku USS Josephus Daniels

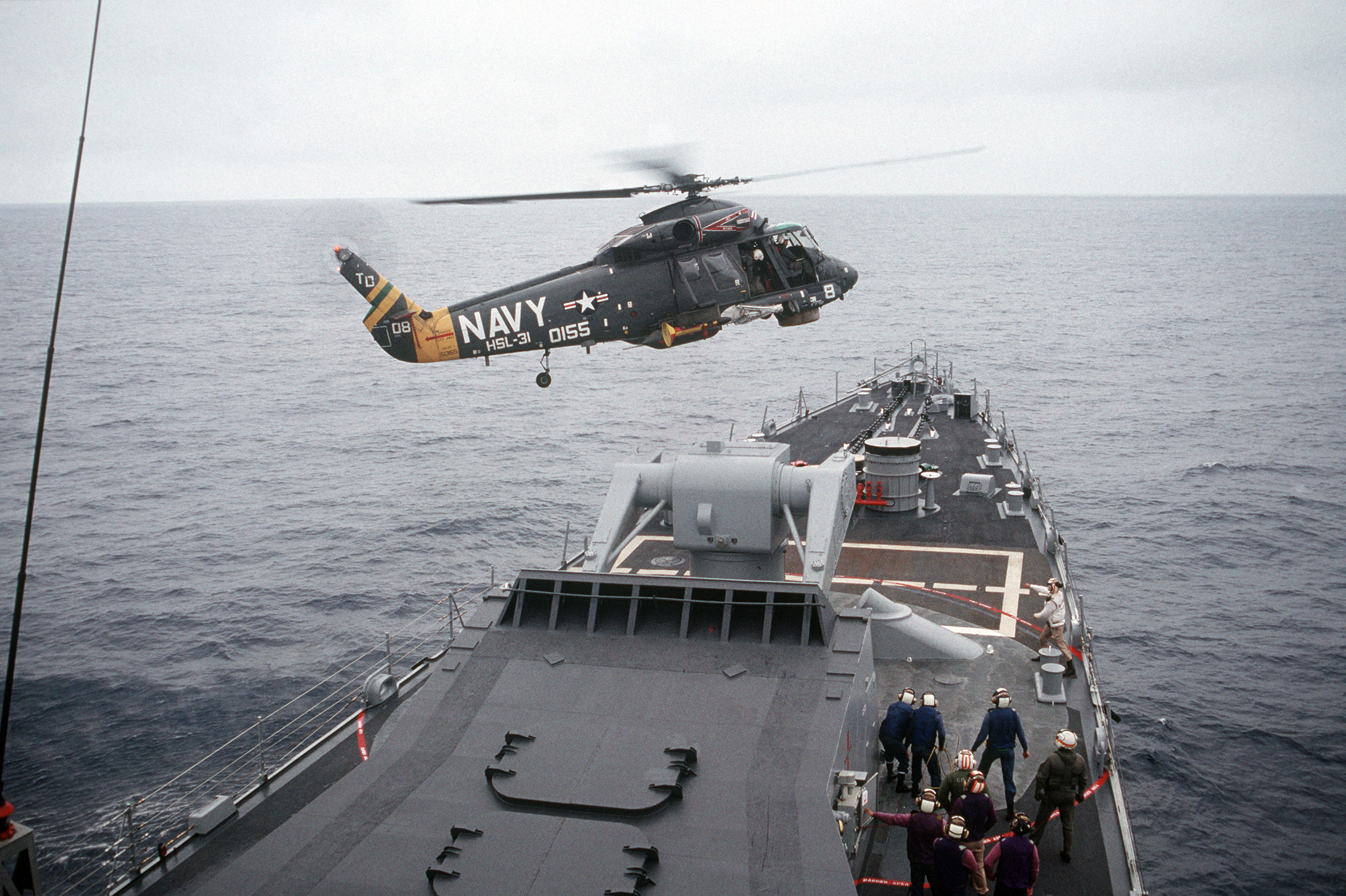
Vrtulník SH-2F Seasprite nad křižníkem USS Jouett

V konstrukci lodí byl použit prodloužený trup křižníků třídy Leahy. Třída Leahy měla pouze slabou dělovou výzbroj, což se však ukázalo jako zásadní nedostatek. Její zadní vypouštěcí zařízení řízených střel proto bylo i třídy Belknap nahrazeno dělovou věží. Potřeba zabudování množství elektroniky rovněž vedla k vypuštění samostatného odpalovacího zařízení raketových torpéd RUR-5 ASROC, které byly proto u třídy Belknap odpalovány ze stejného zařízení jako protiletadlové řízené střely. Polovina odpalovačů zároveň znamenala omezení počtu cílů, se kterými mohla loď najednou bojovat.
Po dokončení tedy byla konfigurace výzbroje následující. Na přídi bylo dvojnásobné vypouštěcí zařízení Mk 10, ze kterého mohly být odpalovány jak protiletadlové řízené střely RIM-2 Terrier, tak raketová torpéda RUR-5 ASROC. V muničním skladu na přídi přitom bylo čtyřicet střel RIM-2 Terrier a dvacet střel RUR-5 ASROC. Dále křižníky nesly jeden dvouúčelový 127mm kanón ve věži na zádi a čtyři 76mm kanóny. Protiponorkovou výzbroj doplňovaly dva tříhlavňové 324mm torpédomety pro lehká protiponorková torpéda. Na zádi byla plošina pro operace protiponorkového vrtulníku a hangár. Operoval z nich víceúčelový vrtulník SH-2 systému LAMPS I.
Pohonný systém tvořily dvě turbíny a čtyři kotle. Lodní šrouby byly dva. Nejvyšší rychlost dosahovala 32 uzlů.

### Modernizace
Během služby byly křižníky výrazně modernizovány. Všechny 76mm kanóny byly demontovány, ale naopak přibyly dva čtyřnásobné kontejnery protilodních střel RGM-84 Harpoon, dva 20mm hlavňové systémy blízké obrany Phalanx a čtyři 12,7mm kulomety. Původní střely RIM-2 Terrier navíc nahradily modernější typu Standard ER.

## Operační nasazení

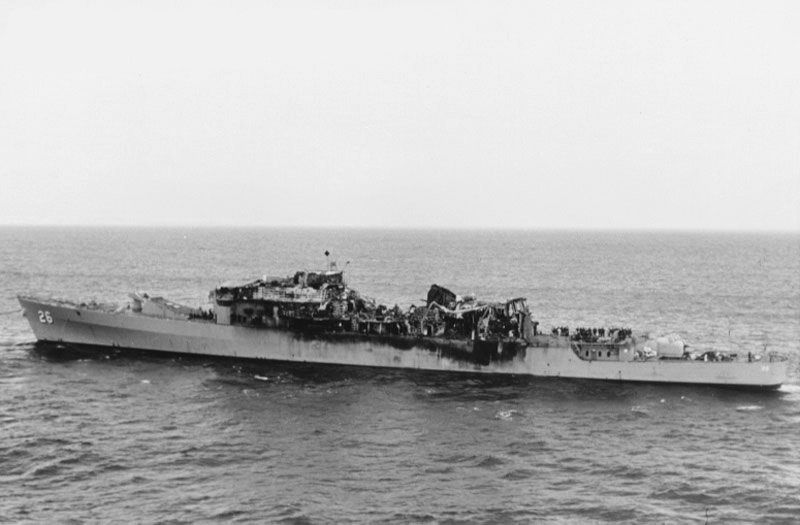
USS Belknap roku 1975 těžce poškozený noční kolizí s letadlovou lodí USS John F. Kennedy (CV-67) a následným požárem.

Křižníky třídy Belknap byly nasazeny ve Vietnamské válce. USS Sterett a USS Biddle zde přitom dosáhly několika sestřelů severovietnamských letounů.
Belknap byl v roce 1975 těžce poškozen noční kolizí s letadlovou lodí USS John F. Kennedy (CV-67) a následným požárem. Při opravách byl výrazně upraven pro plnění role velitelské lodi a od standardu ostatních lodí se lišil.